# Zahra Airall
Zahra Airall là một nhà văn, nhà hoạt động vì quyền phụ nữ, một nhà sản xuất phim và nhà viết kịch đến từ Antigua và Barbuda. Cô là thành viên sáng lập của tổ chức Women of Antigua  và là một trong những giám đốc điều hành của tổ chức này. Cô là giám đốc của Nhà hát Sugar Apple tọa lạc ở Antigua. Cô đã viết những vở kịch như The Forgotten, được trình diễn trong Liên hoan kịch của trường trung học Caribbean ở trường trung học nữ Antigua. Airall là một trong những người đóng góp cho She Sex, một cuốn sách hợp tác giữa các phần được viết bởi những người phụ nữ Caribbean khác nhau. Cô cũng viết một số truyện ngắn tiêu biểu như "Chiếc kính tìm kiếm". Cô đã giành được nhiều giải thưởng tại Giải thưởng Thanh niên Quốc gia (Antigua), bao gồm cả giải thưởng dành cho nghệ thuật văn học năm 2016.